# レオミュール＝セバストポル駅
レオミュール＝セバストポル駅（―えき、Réaumur - Sébastopol）は、フランス・パリの2区、3区にまたがって存在するパリメトロの駅。
駅名は東西に走るレオミュール通り（18世紀のフランスの科学者ルネ・レオミュールにちなむ命名）と、南北に走るセバストポル大通り（クリミア戦争の激戦地であるウクライナのセヴァストポリにちなむ命名）からとられている。

## 利用可能な鉄道路線
- パリメトロ
  - 3号線
  - 4号線

## 歴史
- 1904年11月19日、3号線のリュ・サン＝ドニ駅（Rue Saint-Denis、サン＝ドニ通り駅）として開業。
- 1907年10月15日、レオミュール＝セバストポル駅と改称。
- 1908年4月21日、4号線ポルト・ド・クリニャンクール駅 - シャトレ駅間開通に伴い、4号線の乗り入れ開始。

## 隣の駅
パリメトロ
■3号線
サンティエ駅（Sentier） - レオミュール＝セバストポル駅 - アール・エ・メティエ駅（Arts et Métiers）
■4号線
ストラスブール＝サン＝ドニ駅（Strasbourg - Saint-Denis） - レオミュール＝セバストポル駅 - エティエンヌ・マルセル駅（Étienne Marcel）